# Stimmate di san Francesco (Uffizi)
Le Stimmate di san Francesco sono un dipinto a tempera e oro su tavola (81x51 cm) attribuito al Maestro della Croce 434 o al Maestro del San Francesco Bardi, databile al 1250 circa e conservato nella Galleria degli Uffizi a Firenze (inv. 8574).

## Storia
La piccola tavola, che originariamente faceva parte di un dittico, venne acquistata dall'antiquario Ugo Baldi nel 1863 e destinata alla Galleria dell'Accademia, che all'epoca raccoglieva la più grande collezione di "primitivi" toscani. L'attribuzione della tavola ha suscitato varie ipotesi discordanti: si sono fatti i nomi di Bonaventura Berlinghieri, Coppo di Marcovaldo, del Maestro del San Francesco Bardi e, in ultima analisi, del Maestro della Croce 434 (Boskovits, Tartuferi), che a oggi appare forse la più probabile.

## Descrizione e stile
L'opera, a forma rettangolare, conserva ancora la cornice originale decorata da borchie dorate a rilievo. Mostra un'iconografia nata proprio in quegli anni, legata appunto al miracolo del santo d'Assisi, che non aveva precedenti nella cultura figurativa religiosa. Sullo sfondo di un monte ripidissimo con uno slanciato romitorio, stilizzazione del santuario della Verna, Francesco è inginocchiato in primo piano con le mani e i piedi ben in vista, mentre riceve le stimmate da un crocifisso apparso in cielo, in alto a destra, in cui un Gesù mistico sulla Croce è coperto da ali angeliche. Attingendo alla più antiche biografie, il santo riceve le stimmate da un serafino, legandosi a un parallelismo con un passo del Vangelo di Luca (22, 39-46), dove è scritto che Gesù, prefigurando il suo martirio, sudò sangue e venne consolato da un'apparizione angelica.
Un'iscrizione precisa il nome di san Francesco.
L'evento è rappresentato con serenità, con una luce dorata che si diffonde dappertutto, originando lumeggiature filanti dal sapore grafico e disegnativo, soprattutto sui crinali del monte, che appare così translucido come di smalto. Sebbene la spazialità resti astratta e poco convincente (si guardi alla posizione del santo che sembra fluttuare su un lastricato di pietre scheggiate), le forme appaiono tornite con cura, con una certa presa di coscienza dell'anatomia che si indovina dal saio floscio, soprattutto riguardo alle gambe.